# Habragonum
Habragonum is een geslacht van kevers uit de familie van de loopkevers (Carabidae). De wetenschappelijke naam van het geslacht is voor het eerst geldig gepubliceerd in 1964 door Ueno.

## Soorten
Het geslacht Habragonum is monotypisch en omvat slechts de volgende soort:
- Habragonum amamioshimense Habu, 1955